# 圣母圣殿 (通厄伦)
圣母圣殿又名通厄伦旧主教座堂，是比利时通厄伦主要的天主教堂，以及原通厄伦教区的主教座堂。
该堂为哥特式，建于13世纪。
目前的钟楼高64米，建于1442-1541年。
堂内的圣母像可追溯到1475年。

## 参考

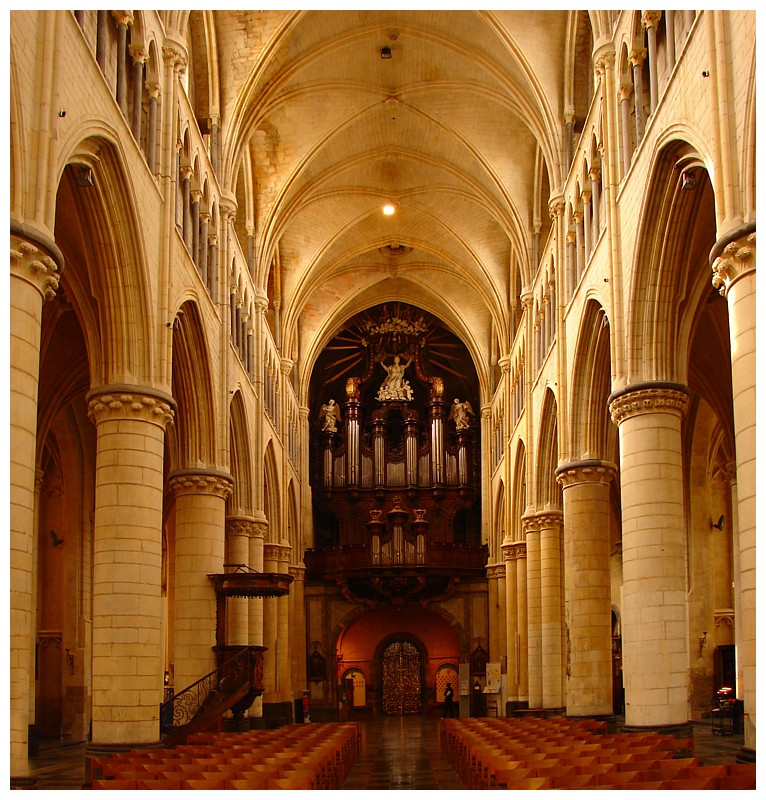